# Pundamilia pundamilia
Pundamilia pundamilia é uma espécie de peixe da família Cichlidae.
Pode ser encontrada nos seguintes países: Quénia e Tanzânia.
Os seus habitats naturais são: lagos de água doce.